# Охлупень
О́хлупень, конёк, коник, князёк — деталь крыши на традиционных деревянных русских избах.
Охлупень изготовлялся из целого бревна в виде буквы V в сечении; конец бревна зачастую вырубался в виде головы коня (отсюда и название «конёк»). Охлупень укладывался на вершину крыши, прижимая верхние концы тёсаной крыши, и притягивался к верхней слеге деревянными штырями (стамиками) или коваными гвоздями.